# 火炬花
火炬花又名火把莲、剑叶兰，原产于南非，现被广泛引种到世界各地，作为观赏花卉，其叶类似百合，花茎可高达一米多，穗状花序，可陆续开放，花的颜色为红色、黄色或橘红色，耐寒。